# یامنا
یامنا (به لاتین: Jamena) یک منطقهٔ مسکونی در کرواسی است که در شید واقع شده‌است. یامنا ۷۵٫۹۹ کیلومتر مربع مساحت و ۹۵۰ نفر جمعیت دارد و ۷۵ متر بالاتر از سطح دریا واقع شده‌است.